# Honeyville
Honeyville és una població dels Estats Units a l'estat de Utah. Segons el cens del 2000 tenia 1.214 habitants.

## Demografia
Segons el cens del 2000, Honeyville tenia 1.214 habitants, 358 habitatges, i 308 famílies. La densitat de població era de 39,9 habitants per km².
Dels 358 habitatges en un 48% hi vivien nens de menys de 18 anys, en un 74% hi vivien parelles casades, en un 8,9% dones solteres, i en un 13,7% no eren unitats familiars. En el 12,3% dels habitatges hi vivien persones soles el 5,9% de les quals corresponia a persones de 65 anys o més que vivien soles. El nombre mitjà de persones vivint en cada habitatge era de 3,39 i el nombre mitjà de persones que vivien en cada família era de 3,72.
Per edats la població es repartia de la següent manera: un 36,7% tenia menys de 18 anys, un 9,6% entre 18 i 24, un 24,4% entre 25 i 44, un 18,1% de 45 a 60 i un 11,2% 65 anys o més.
L'edat mediana era de 30 anys. Per cada 100 dones de 18 o més anys hi havia 100,3 homes.
La renda mediana per habitatge era de 41.618 $ i la renda mediana per família de 46.786 $. Els homes tenien una renda mediana de 35.625 $ mentre que les dones 21.250 $. La renda per capita de la població era de 15.050 $. Entorn del 5% de les famílies i el 6,4% de la població estaven per davall del llindar de pobresa.

## Poblacions més properes
El següent diagrama mostra les poblacions més properes.